# Guillermo Rojas Rumilla
Guillermo Rojas Rumilla (San Luis Potosí, 29 de marzo de 1983) es un exfutbolista mexicano que jugaba como volante por izquierda.
Víctor Manuel Vucetich le otorgó la oportunidad de debutar en la Primera División de México con Club Puebla el 23 de febrero de 2003, enfrentando a los Pumas de la UNAM en el Estadio Olímpico Universitario, en partido correspondiente a la Jornada 7 del Clausura 2003; Rojas ingresó al minuto 60 por David Rincón y el partido finalizó 1-0 a favor de los universitarios. 
Rojas adelantó a los Potros de Hierro del Atlante, en la semifinal ante el FC Barcelona en la Copa Mundial de Clubes de la FIFA 2009. El partido finalizó 1-3 a favor del conjunto español.

## Clubes
| Equipo                   | País   | Año           |
| ------------------------ | ------ | ------------- |
| Club Puebla              | México | 2003          |
| Petroleros de Salamanca  | México | Clausura 2004 |
| Club Puebla              | México | 2004-2006     |
| Monterrey                | México | 2006-2007     |
| Rayados A (Cárnet)       | México | Clausura 2007 |
| Club Puebla              | México | 2007-2008     |
| Lobos de la BUAP         | México | Apertura 2008 |
| Veracruz                 | México | Clausura 2009 |
| Atlante                  | México | 2009-2010     |
| Atlante UTN (Cárnet)     | México | 2009-2010     |
| Veracruz                 | México | Apertura 2010 |
| Jaguares de Chiapas      | México | 2011          |
| Atlas                    | México | 2011-2012     |
| San Luis FC              | México | 2012-2013     |
| Atlante                  | México | Apertura 2013 |
| Club Necaxa              | México | Clausura 2014 |
| Dorados de Sinaloa       | México | 2014-2016     |
| Cafetaleros de Tapachula | México | 2016-2017     |

### Partidos y goles
| Competencia                       | Partidos | Goles |
| --------------------------------- | -------- | ----- |
| Liga de Ascenso de México         | 139      | 6     |
| Primera División de México        | 111      | 1     |
| Copa México                       | 37       | 2     |
| Copa Libertadores                 | 8        | 0     |
| Copa Mundial de Clubes de la FIFA | 3        | 1     |
| InterLiga                         | 3        | 1     |
| Total                             | 301      | 11    |

## Palmarés

### Campeonatos nacionales
| Categoría                 | Título                | Club               | País   |
| ------------------------- | --------------------- | ------------------ | ------ |
| Primera División 'A'      | Apertura 2005         | Club Puebla        | México |
| Liga de Ascenso de México | Clausura 2015         | Dorados de Sinaloa | México |
| Liga de Ascenso de México | Final de Ascenso 2015 | Dorados de Sinaloa | México |